# Вестфалія (Канзас)
Вестфалія (англ. Westphalia) — місто (англ. city) в США, в окрузі Андерсон штату Канзас. Населення — 128 осіб (2020).

## Географія
Вестфалія розташована за координатами 38°10′55″ пн. ш. 95°29′28″ зх. д. / 38.18194° пн. ш. 95.49111° зх. д. (38.181985, -95.490983).  За даними Бюро перепису населення США в 2010 році місто мало площу 0,49 км², з яких 0,48 км² — суходіл та 0,00 км² — водойми. В 2017 році площа становила 0,52 км², з яких 0,51 км² — суходіл та 0,00 км² — водойми.

## Демографія
Згідно з переписом 2010 року, у місті мешкали 163 особи в 62 домогосподарствах у складі 39 родин. Густота населення становила 335 осіб/км².  Було 77 помешкань (158/км²).
Расовий склад населення:
| - 90,2 % — білих - 1,8 % — корінних американців - 1,8 % — чорних або афроамериканців |

До двох чи більше рас належало 5,5 %. Частка іспаномовних становила 2,5 % від усіх жителів.
За віковим діапазоном населення розподілялося таким чином: 36,8 % — особи молодші 18 років, 49,1 % — особи у віці 18—64 років, 14,1 % — особи у віці 65 років та старші. Медіана віку мешканця становила 30,3 року. На 100 осіб жіночої статі у місті припадало 94,0 чоловіків;  на 100 жінок у віці від 18 років та старших — 87,3 чоловіків також старших 18 років.
Середній дохід на одне домашнє господарство  становив 41 825 доларів США (медіана — 34 625), а середній дохід на одну сім'ю — 43 945 доларів (медіана — 36 250). За межею бідності перебувало 31,8 % осіб, у тому числі 61,2 % дітей у віці до 18 років та 16,2 % осіб у віці 65 років та старших.
Цивільне працевлаштоване населення становило 55 осіб. Основні галузі зайнятості: транспорт — 18,2 %, роздрібна торгівля — 16,4 %, фінанси, страхування та нерухомість — 16,4 %.